# Casa Sala (Cardona)
La Casa Sala és un element arquitectònic històric (s.XII) que podem trobar a la vila de Cardona.
Situada al capdamunt de les porxades de la plaça del Mercat, aquesta casa va ser construïda al s.XII quan es va procedir a la parcel·lació i edificació del mercadal situat davant el temple romànic de Sant Miquel. Forma part de la galeria coberta a manera de porxades per l'aixopluc de les activitats comercials, formada en el decurs de la baixa Edat Mitjana en el centre de la vila i punt de concentració de les cases dels vilatans més benestants.
L'actual pòrtic és d'època gòtica. L'any 1752 va ser comprada per l'apotecari Domènec Sala, els successors del qual ocupen encara avui l'habitatge i la botiga en una successió ininterrompuda de vuit generacions dedicades a l'exercici de la farmàcia.
Integrat a la casa hi ha un petit oratori de Nostra Senyora de Montserrat.